# Mike Scott
Pour les articles homonymes, voir Scott et Mike Scott (homonymie).

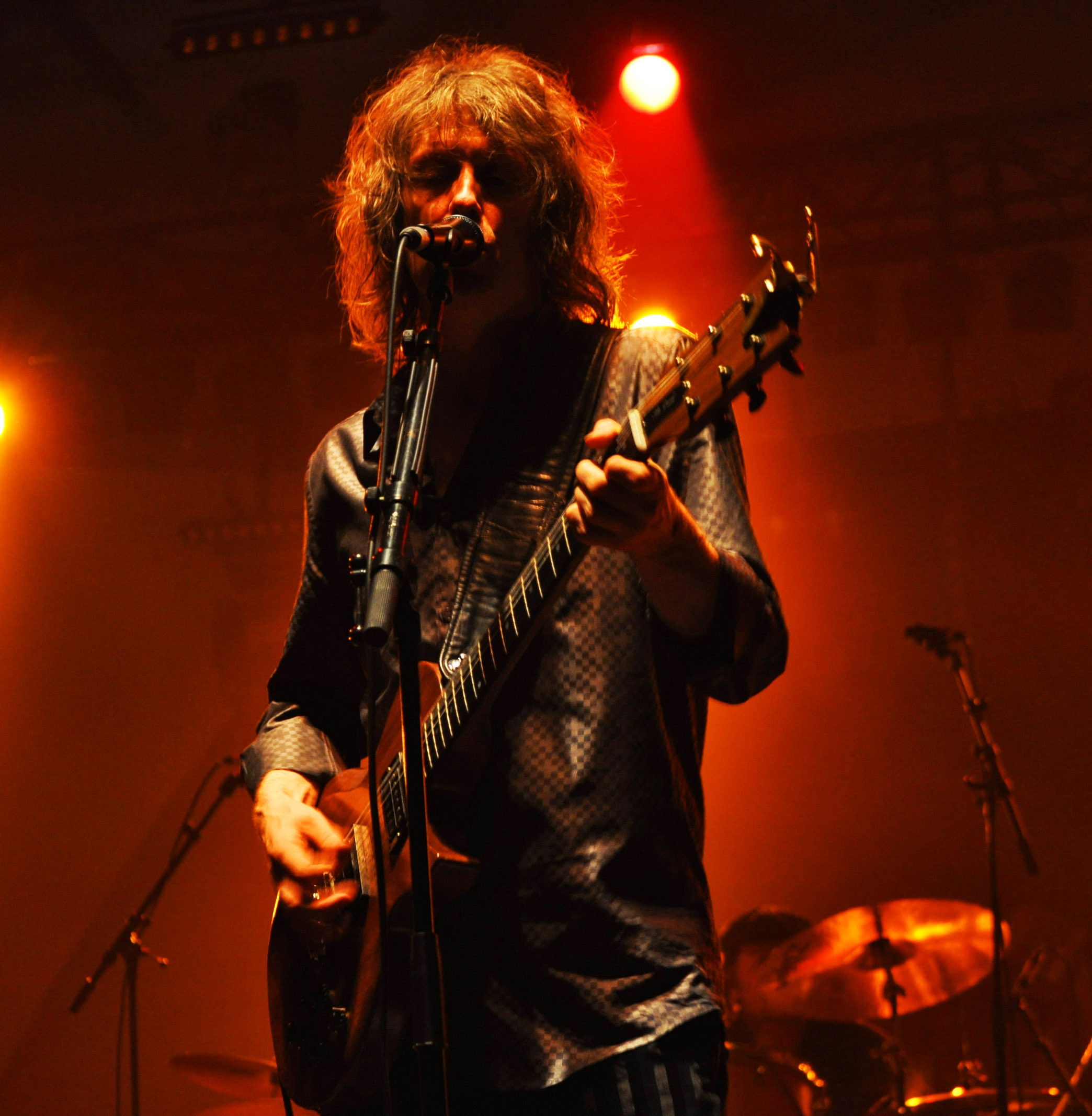
Mike Scott à Lorient en 2011.

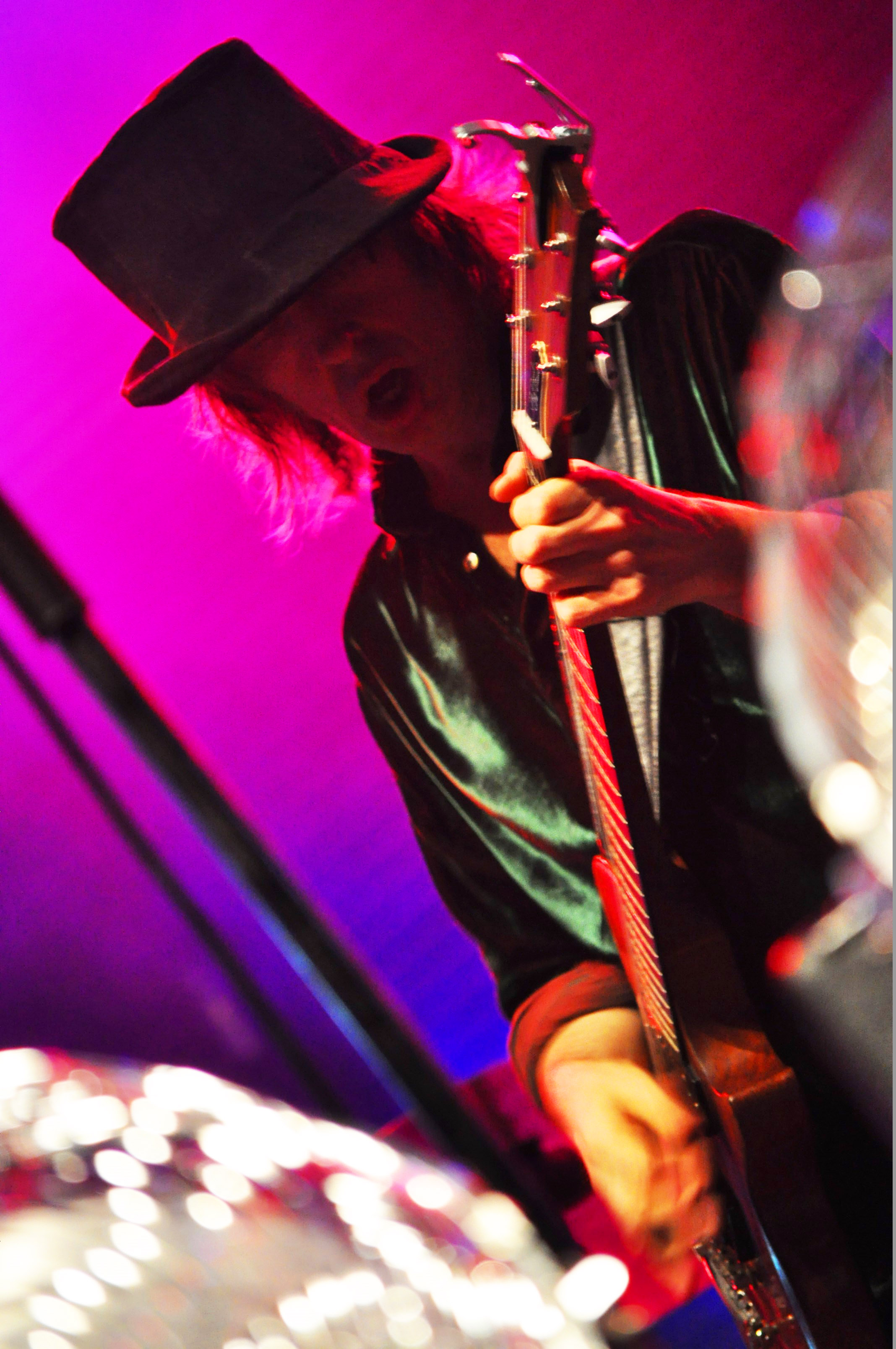
Mike Scott et The Waterboys à Paimpol en 2011.

Michael « Mike » Scott (né le 14 décembre 1958 à Édimbourg, en Écosse) est le créateur et l'auteur des textes du groupe rock The Waterboys. Il a aussi produit deux albums solo, Bring 'em All In et Still Burning. Scott est un chanteur, un guitariste et un pianiste accompli ; et il a joué un grand nombre d'autres instruments tels que du bouzouki (famille du luth), de la batterie, et de l'Orgue Hammond sur ses albums.
Sa carrière musicale a démarré dans les années 1970 et continue aujourd'hui. Scott a été décrit par Peter Anderson comme « a madman or genius, depending on your point of view » (« un fou ou un génie, selon le point de vue ») dans le magazine Record Collector , et est bien connu pour ses changements radicaux de genre musical tout au long de ce que Scott appelle sa « allegedly unorthodox » (« prétendument peu orthodoxe ») carrière.
Scott est divorcé (d'Irene Keogh) et il s'est remarié avec l'artiste japonaise Megumi Igarashi. Il vit actuellement à Findhorn, en Écosse, quand il n'est pas en tournée avec The Waterboys.

## Enfance et éducation

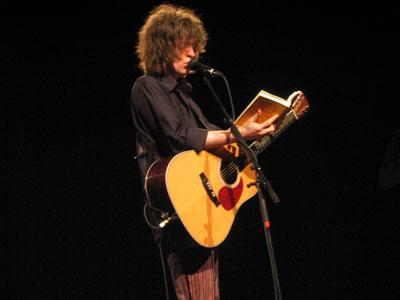
Mike Scott lit à haute voix lors d'un concert à Anvers en 2004.

Scott est né et a été élevé à Édimbourg, en Écosse. Son père a quitté sa famille quand Scott avait dix ans.

## Discographie

### Solo
- Bring 'em All In (1995)
- Lion of Love (fan club only release.)
- Sunflowers (fan club only release.)
- Still Burning (1997)
- The Whole Of The Moon: The Music Of Mike Scott And The Waterboys (1998) (Best-of collection including material from The Waterboys)

### Another Pretty Face
- I'm Sorry That I Beat You, I'm Sorry That I Screamed, But For A Moment There I Really Lost Control (1981)

Another Pretty Face released a number of music singles, including:
- All the Boys Love Carrie (1979)
- Whatever Happened to the West? (1980)
- Heaven Gets Closer Everyday (1980)
- Soul to Soul (1981)

### The Waterboys

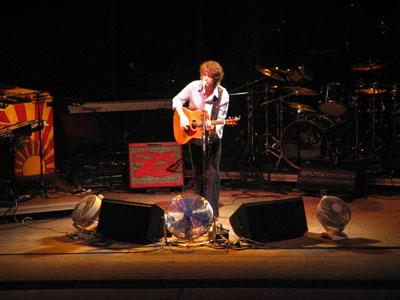
Mike Scott lors d'un concert des Waterboys à Antwerp en 2003.

### Collaborations
Une chanson "Pas la Guerre" et "List of Lies" en duo avec Cali